# 옹고집타령
《옹고집타령》(壅固執打令)은 판소리 중 하나이다. 1810년대에 간행된 〈관우희〉와 정노식의 《조선창극사》에 판소리 열두 마당 중의 하나로서 〈옹고집타령〉이 수록된 점으로 미루어, 이 소리도 판소리 전성기 때의 전래설화가 판소리 사설화한 것으로 추측되기도 한다.
내용은 인색하고 고집세고 욕심많은 불효자인 옹고집을 한 도사가 도술로써 개과천선시킨다는 것인데 이 소리 역시 누가 불렀다는 기록은 없고 다만 판소리 사설을 소설화한 김삼불본(本)이 있을 뿐이다.

## 같이 보기
- 옹고집전